# Джонс, Тед
Тед Джонс (англ. Thad Jones), полное имя Тадде́ус Джо́зеф Джонс (англ. Thaddeus Joseph Jones; 28 марта 1923, Понтиак, Мичиган, США — 20 августа 1986, Копенгаген, Дания) — американский джазовый трубач, корнетист, композитор и аранжировщик. Лауреат премии «Грэмми» (1979).

## Жизнь и творчество

### Ранние годы
Родился 28 марта 1923 года в Понтиаке, штат Мичиган, у родителей-музыкантов Генри и Оливии Джонс. В семье было десять человек. Старший брат Теда — пианист Хэнк Джонс, младший — барабанщик Элвин Джонс.
Игрой на трубе Тед овладел самостоятельно; в возрасте 16 лет начал играть профессионально с Хэнком Джонсом и Сонни Ститтом. В 1943—1946 гг., во время Второй мировой войны, служил в оркестрах армии США. Службу совмещал с учёбой в Американской военной музыкальной школе (U.S. Military School of Music). Также работал с местными оркестрами из Де-Мойна и Оклахома-Сити. В 1950—1953 годах Джонс часто выступал с квинтетом Билли Митчелла в Детройте, а в 1954—1955 сделал несколько записей с Чарльзом Мингусом.

### В оркестре Каунта Бейси
Известность к Теду Джонсу пришла в период с 1954 по 1963 год, когда он выступал в оркестре Каунта Бейси, где делил обязанности солиста с Джо Ньюменом. Во время сотрудничества с Бейси Тед поначалу также занимался аранжировкой, а с 1963 года работал и как композитор. Главным вкладом Джонса в творчество оркестра были около двух десятков аранжировок и композиций, среди которых "The Deacon", "H.R.H." (Her Royal Highness), "Counter Block", а также менее известные треки, такие как "Speaking of Sounds". Его гимноподобная баллада "To You" стала единственной композицией, которая была исполнена и записана совместно оркестрами Бейси и Дюка Эллингтона.

### С Thad Jones / Mel Lewis Orchestra
В 1963-м Джонс покинул коллектив Бейси, чтобы стать аранжировщиком и музыкантом в Нью-Йорке. Он сотрудничал с телеканалом CBS, вместе с Пеппером Адамсом возглавлял квинтет. В конце 1965 года он и барабанщик Мел Льюис создали оркестр Thad Jones / Mel Lewis Orchestra. Свою деятельность группа начала с неформальных ночных джем-сейшенов с лучшими студийными музыкантами Нью-Йорка. С февраля 1966-го они стали выступать в клубе Village Vanguard, получив широкое признание, и продолжали это делать с Джонсом в роли лидера в течение 12 лет. Возросшая популярность оркестра позволила Теду посвятить себя написанию песен, среди которых "Mean What You Say", "Consummation", "Big Dipper", "Central Park North", "A Child is Born" и "Little Pixie".
В более поздние годы игровые способности музыканта снизились из-за травмы губы, но его навыки сочинения и аранжировки расцвели.. Самая известная его композиция, являющаяся эталонной, — "A Child Is Born", написанная в 1969 году.
Помимо музыкального творчества, Джонс преподавал в колледже Уильяма Патерсона (William Paterson College) в Нью-Джерси, где сейчас находится архив Теда Джонса, в котором хранятся выполненные карандашом партитуры и старинные фотографии как часть архивов «живого джаза».

### Дальнейшая карьера
В январе 1979 года Тед Джонс удивил Льюиса тем, что покинул оркестр и неожиданно переехал в Копенгаген, Дания. Кроме него, туда уехали жить ещё несколько американских джазовых музыкантов. Там Тед стал лидером Биг-бэнда Датского радио (DR Big Band) и женился на датчанке по имени Лис. Джонс превратил Биг-бэнд Датского радио в один из лучших в мире. В том же 1979-м Джонс как участник оркестра Thad Jones / Mel Lewis получил премию «Грэмми» 1978 года в категории «Лучший альбом большого джазового оркестра» за их альбом Live in Munich. В январе 1979-го Джонс сформировал новую большую группу под названием Eclipse, с которой записал одноимённый концертный альбом. Помимо этого, Тед писал музыку для Биг-бэнда Датского радио и преподавал джаз в Королевской Датской консерватории. В этот период он также изучал композицию и осваивал вентильный тромбон.

### Болезнь и смерть
В феврале 1985-го Тед Джонс вернулся в США, чтобы взять на себя руководство оркестром Каунта Бейси после смерти его бывшего лидера. Он возглавлял группу в многочисленных турах, писал аранжировки для записей и выступлений с вокалисткой Катериной Валенте и The Manhattan Transfer, но уже через год был вынужден оставить музыку из-за плохого состояния здоровья.
Он вернулся в свой дом в Копенгагене, в котором провёл последние месяцы жизни. Скончался от рака кости 20 августа 1986-го в больнице Херлев (Herlev Hospital). Похоронен в Копенгагене, на Западном кладбище.
В честь музыканта была названа улица на юге Копенгагена Тед Джонс вей (Thad Jones Vej).

## Личная жизнь
На момент смерти у Джонса были шестилетний сын, которого также назвали Тед (Таддеус Джозеф Уильям Джонс), и жена Лис Джонс. В США у него остались дочь Тедия и сын Брюс.

## Дискография

### Как лидер или один из лидеров бэнда
- The Fabulous Thad Jones (Debut, 1954)
- Detroit-New York Junction (Blue Note, 1956)
- The Magnificent Thad Jones (Blue Note, 1956)
- Mad Thad (Period, 1957)
- Sonny Rollins Plays (сплит с Сонни Роллинзом; Period, 1957)
- The Jones Boys (с Джимми Джонсом, Эдди Джонсом, Куинси Джонсом и Джо Джонсом; Period, 1957)
- Olio (с The Prestige All Stars — Фрэнком Уэссом, Тедди Чарльзом, Мэлом Уолдроном, Дугом Уоткинсом и Элвином Джонсом; Prestige, 1957)
- After Hours (с The Prestige All Stars — Фрэнком Уэссом, Кенни Барреллом, Мэлом Уолдроном, Полом Чемберсом и Артом Тейлором; Prestige, 1957)
- Keepin' Up with the Joneses (как Братья Джонс (The Jones Brothers) — с Хэнком Джонсом и Элвином Джонсом; MetroJazz, 1958)
- Motor City Scene (United Artists, 1959)
- Mean What You Say (в квинтете Thad Jones / Pepper Adams; Milestone, 1966)
- Greetings and Salutations (с Мелом Льюисом, Джоном Фэддисом и джаз-группой Шведского радио; Four Leaf Clover, 1977)
- The Thad Jones Mel Lewis Quartet (с Мелом Льюисом, Харольдом Данко и Руфусом Ридом; Artist House, 1978)
- Thad Jones, Mel Lewis and UMO (с Мелом Льюисом и финским оркестром UMO; RCA, 1978)
- Live at Montmartre (с Идрисом Сулейманом, Алланом Бочински, Йеспером Тило и NHOP; Storyville, 1978)
- Eclipse (с Тимом Хэгенсом, Сахибом Шихабом, Хорасом Парланом и Йеспером Лундгором; Metronome, 1979)[8]
- Live at Slukefter (с Тимом Хэгенсом, Сахибом Шихабом, Хорасом Парланом и Йеспером Лундгором; Metronome, 1980)

### С Thad Jones / Mel Lewis Orchestra
- Opening Night (Alan Grant Presents, 2000)
- Presenting Thad Jones / Mel Lewis and the Jazz Orchestra (Solid State Records, 1966)
- Presenting Joe Williams and Thad Jones / Mel Lewis, The Jazz Orchestra (Solid State, 1966)
- Live at the Village Vanguard (Solid State, 1967)
- The Big Band Sound of Thad Jones / Mel Lewis Featuring Miss Ruth Brown (Solid State, 1968)
- Monday Night (Solid State, 1968)
- Central Park North (Solid State, 1969)
- Basle, 1969 (TCB Music, записан в 1969, издан в 1996)
- Consummation (Solid State / Blue Note, 1970)
- Live in Tokyo (Denon Jazz, 1974)
- Potpourri (Philadelphia International, 1974)
- Thad Jones / Mel Lewis and Manuel De Sica (Pausa, 1974)
- Suite for Pops (Horizon / A&M, 1975)
- New Life: Dedicated to Max Gordon (A&M, 1975)
- Thad Jones / Mel Lewis Orchestra With Rhoda Scott, он же Rhoda Scott in New York with... (1976)
- Live in Munich (Horizon / A&M, 1976)
- It Only Happens Every Time (с Моникой Сеттерлунд; EMI Records, 1977)
- Body and Soul, он же Thad Jones / Mel Lewis Orchestra in Europe (West Wind Jazz, 1978, концертная запись в Берлине)
- A Touch of Class (West Wind Jazz, 1978, концертная запись в Варшаве)

### Как сессионный музыкант
С Пеппером Адамсом
- Pepper Adams Plays the Compositions of Charlie Mingus (Workshop Jazz, 1964)

С Мэнни Альбамом
- Brass on Fire (Sold State, 1966)

С Луисом Армстронгом
- Louis Armstrong and His Friends] (Flying Dutchman/Amsterdam, 1970)

С Каунтом Бейси
- Basie (Clef, 1954)
- Count Basie Swings, Joe Williams Sings (с Джо Уильямсом; Clef, 1955)
- April in Paris (Verve, 1956)
- The Greatest!! Count Basie Plays, Joe Williams Sings Standards (с Джо Уильямсом)
- Metronome All-Stars 1956 (с Эллой Фицджеральд и Джо Уильямсом; Clef, 1956)
- Hall of Fame (Verve, 1956 [1959])
- Basie in London (Verve, 1956)
- One O'Clock Jump (с Джо Уильямсом и Эллой Фицджеральд; Verve, 1957)
- Count Basie at Newport (Verve, 1957)
- The Atomic Mr. Basie, он же Basie и E=MC2 (Roulette, 1957)
- Basie Plays Hefti (Roulette, 1958)
- Sing Along with Basie (с Джо Уильямсом и Lambert, Hendricks & Ross; Roulette, 1958)
- Basie One More Time (Roulette, 1959)
- Breakfast Dance and Barbecue (Roulette, 1959)
- Everyday I Have the Blues (с Джо Уильямсом; Roulette, 1959)
- Dance Along with Basie (Roulette, 1959)
- Not Now, I'll Tell You When (Roulette, 1960)
- The Count Basie Story (Roulette, 1960)
- Kansas City Suite (Roulette, 1960)
- The Legend (Roulette, 1961)
- Back with Basie (Roulette, 1962)
- Basie in Sweden (Roulette, 1962)
- On My Way & Shoutin' Again! (Verve, 1962)
- This Time by Basie! (Reprise, 1963)

С Бобом Брукмайером
- Jazz Is a Kick (Mercury, 1960)
- Back Again (Sonet, 1978)

С Кенни Барреллом
- Blues - The Common Ground (Verve, 1968)
- Ellington Is Forever (Fantasy, 1975)
- Ellington Is Forever Volume Two (Fantasy, 1975)

С Этом Коном
- Four Brass One Tenor (RCA Victor, 1955)

С Лу Дональдсоном
- Sassy Soul Strut (1973)

С Кенни Дрю
- Lite Flite (SteepleChase, 1977)

С Кёртисом Фуллером
- Imagination (Savoy, 1959)

С Декстером Гордоном
- Ca'Purange (Prestige, 1972)
- Tangerine  (Prestige, 1972)

С Херби Хэнкоком
- Speak Like a Child  (Blue Note, 1968)

С Коулменом Хокинсом
- Coleman Hawkins and His Orchestra (Crown, 1960)
- The Hawk Swings  (Crown, 1960)

С Милтом Джексоном
- For Someone I Love (Riverside, 1963)

С Джей Джей Джонсоном
- J.J.! (RCA Victor, 1964)

С Ози Джонсоном
- Swingin' Sounds (Jazztone, 1955)

С Элвином Джонсом
- Elvin! (Riverside, 1961–62)
- And Then Again (Atlantic, 1965)
- Midnight Walk (Atlantic, 1966)
- Mr. Jones (Blue Note, 1973)

С Хэнком Джонсом
- Groovin' High (Muse, 1978)

С Юсефом Латифом
- Yusef Lateef's Detroit (Atlantic, 1969)

С Чарльзом Мингусом
- The Jazz Experiments of Charlie Mingus (Bethlehem, 1954)

С Билли Митчеллом
- A Little Juicy (Smash, 1963)

С Телониусом Монком
- 5 by Monk by 5 (1959)

С Джеймсом Муди
- Great Day (Argo, 1963)

С Оливером Нельсоном
- More Blues and the Abstract Truth (Impulse!, 1964)
- The Spirit of '67 (с Пи Ви Расселлом; Impulse!, 1967)

С Хьюстоном Пёрсоном
- Houston Express (Prestige, 1970)

С Полом Куиничетом
- The Kid From Denver (Dawn, 1956)

С Ширли Скотт
- For Members Only (Impulse!, 1963)
- Roll 'Em: Shirley Scott Plays the Big Bands (Impulse!, 1966)

С Джонни «Хэммондом» Смитом
- Open House! (Riverside, 1963)

С Сонни Ститтом
- Sonny Stitt Plays Arrangements from the Pen of Quincy Jones (Roost, 1955)
- Stitt Goes Latin (Roost, 1963)
- Broadway Soul (Colpix, 1965)
- Goin' Down Slow (Prestige, 1972)

С Маккоем Тайнером
- Today and Tomorrow (Impulse!, 1964)

С Various Artists
- Leonard Feather's West Coast Vs. East Coast Allstars -- A Battle Of Jazz (MGM, 1956)

С Беном Уэбстером
- Soulmates  (с Джо Завинулом; Riverside, 1963)
- See You at the Fair  (Impulse, 1964)

С Фрэнком Уэссом
- Opus de Blues (Savoy, 1959 [1984])
- Yo Ho! Poor You, Little Me (Prestige, 1963)

С Джо Уильямсом
- At Newport '63 (RCA Victor, 1963)

С Филом Вудсом
- Round Trip (Verve, 1969)

### Как аранжировщик
С Гарри Джеймсом
- New Versions Of Down Beat Favorites (MGM E4265/SE4265, 1965)[9]
- Our Leader! (Dot Records DLP 3801/DLP 25801, 1967)[9]
- The King James Version (Sheffield Lab LAB 3, 1976)[9]
- Comin' From A Good Place (Sheffield Lab LAB 6, 1977)[9]
- Still Harry After All These Years (Sheffield Lab LAB 11, 1979)[9]